# Awitus
Eparchiusz Awitus, Flavius Eparchius Avitus (ok. 395 – wiosna 457) – dowódca wojsk rzymskich za czasów Petroniusza Maksymusa. Cesarz zachodniorzymski od 9 lipca 455 do 17 października 456.

## Życiorys
Awitus był przedstawicielem galorzymskiej arystokracji. Pochodził z Augustonemetum (obecnie Clermont-Ferrand). Około 420 jako młody człowiek został wysłany do Konstancjusza, pełniącego wtedy funkcję komesa, aby prosić o ulgi podatkowe dla swego kraju, co udało się uzyskać. Prawdopodobnie w 425–426 uzyskał uwolnienie swego krewnego Teodora, którego przetrzymywali Wizygoci. Wtedy to na dworze króla Teoderyka I nawiązał przyjazne kontakty i miał wpływ na wykształcenie młodego Teoderyka II, którego uczył łacińskiej poezji. Następnie jako dowódca wojskowy służył pod Aecjuszem. Toczył walki z Jutungami około 430–431, Burgundami w 436 i w 437 z Hunami, których i bandę maruderów rozbił w bitwie koło Augustonemetum. W 437 uwolnił Narbo (obecnie Narbona) od oblężenia Teoderyka I.
W 439 na krótko został prefektem pretorium w Galii. Od 440 wycofał się na kilkanaście lat z życia politycznego do swej posiadłości. Powrócił do działalności państwowej, gdy w 451 w czasie najazdu Hunów Attyli wyjednał pomoc Wizygotów, których wsparcie miało istotne znaczenie dla zwycięstwa w bitwie na polach Katalaunijskich.
Jego córka o imieniu Papianilla wyszła około 450 za mąż za Gajusza Sydoniusza Apollinarisa, którego wiersze i panegiryki są ważnym źródłem o życiu i czasach Awitusa. Oprócz córki miał jeszcze dwóch synów Agrykolę i Ekdycjusza.
Cesarz Petroniusz Maksymus mianował go wiosną lub latem 455 dowódcą obu rodzajów wojsk zachodniorzymskich w Galii (magister utriusque militiae). Jego zadaniem było przeciwstawienie się zagrażającym Galii Alamanom, Frankom i Sasom. Po uspokojeniu sytuacji w Galii został wysłany na dwór króla Wizygotów do Tuluzy z prośbą o pomoc wobec grożącego najazdu Wandalów. W trakcie tej misji, po miesiącu od złupienia Rzymu przez Wandalów i zamordowaniu Maksymusa, został obwołany cesarzem najpierw w Tuluzie przez Teoderyka II. 9 lipca zwołał dostojników z Galii na zjazd do Ugernum (lub Viernum) (obecnie Beaucaire) nad Rodanem niedaleko Arelate (obecnie Arles), gdzie oficjalnie został okrzyknięty przez wojsko cesarzem. Senat w Rzymie zatwierdził ten wybór.
We wrześniu przybył do Rzymu wraz z grupą wspierających go dostojników galorzymskich. Towarzyszyli mu między innymi Messianus, Konsencjusz z Narbo i Sydoniusz Apollinaris. Z Rzymu wyruszył do Pannonii, gdzie przywrócił panowanie rzymskie. Wysłał posłów do Konstantynopola do cesarza Marcjana z żądaniem uznania jego wyboru oraz prośbą pomocy w walce z Wandalami. Jednakże ani jednego, ani drugiego nie uzyskał. Wysłał do Genzeryka do Kartaginy poselstwo z żądaniem przestrzegania pokoju z 442.
1 stycznia 456 objął w Rzymie konsulat, co zostało uczczone przez zięcia Sydoniusza utworem panegirycznym wygłoszonym osobiście przez autora w Rzymie. Wobec groźby nowego najazdu Genzeryka na Sycylię, Korsykę oraz południową Italię (w tym czasie Wandalowie zniszczyli Kapuę) wysłał komesa Rycymera, który wiosną dwukrotnie pokonał napastników, najpierw pod Agrigentum (obecnie Agrygent) na Sycylii, a potem u wybrzeży Korsyki. Być może dzięki tym sukcesom Awitus awansował Rycymera na stanowisko magister militum.
Za jego panowania sojuszniczy (foederati) Wizygoci wyruszyli w ramach porozumienia do Hiszpanii, gdzie walczyli ze Swebami, których pokonali w 5 października 456 w bitwie pod Asturyką (obecnie Astorga) i pośrednio przywrócili pod zwierzchnictwo rzymskie wschodnią i środkową Hiszpanię.
Z powodu braku dostaw zboża z Afryki w Rzymie zapanował głód, co wzbudziło niepokoje i pogłębiło niechęć do Awitusa w Italii. Kolejnym czynnikiem, który spowodował rozruchy, miało być przetopienie spiżowych posągów, ocalałych po złupieniu Rzymu przez Wandalów, na opłacenie wizygockiej armii. Ze względu na braki żywnościowe Awitus odesłał oddziały Wizygotów do Galii i sam opuścił Rzym latem 456 w obawie o życie. Przebywając w Galii dowiedział się, że pod Rawenną 17 września zabito wiernego mu patrycjusza Remistusa. Z tego powodu postanowił wyruszyć do Italii, by rozprawić się z przeciwnikami. Został jednak obalony w wyniku przegranej bitwy z siłami zbuntowanego Rycymera i komesa domestyków (comes domesticorum), czyli dowódcy cesarskich oddziałów przybocznych, Majoriana pod Placencją 17 października 456. Zwycięzcy oszczędzili go, ale zmusili do abdykacji i uczynili go biskupem Placencji, którym pozostał do swej śmierci w 457 roku. Pochowano go w Brivas (obecnie Brioude).
Na wieść o śmierci Awitusa, która być może nastąpiła w drodze do Galii, barbarzyńskie plemiona zaczęły opanowywać kolejne posiadłości rzymskie w Galii. Wizygoci uderzyli na dolinę Rodanu, która otwierała im drogę do Morza Śródziemnego, Burgundowie w kierunku środkowego Rodanu, a Frankowie zaatakowali Trewir.
Następcą Awitusa na tronie cesarskim został Majorian, który oficjalnie przyjął stanowisko z rąk senatu dopiero 28 grudnia 457.